# Ein Sommer in Frankreich
Ein Sommer in Frankreich (Originaltitel: L'échelle blanche, Verweistitel Das Versprechen) ist ein französisch-britisches Melodram von Robert Freeman und Paul Feyder aus dem Jahr 1969. Die Hauptrollen sind mit Jacqueline Bisset, Jean-François Maurin und Marc Porel besetzt.

## Handlung
Der elfjährige François hat bei einem Unfall seine Eltern verloren und zieht sich in sich selbst zurück. Auch besteigt er seit dem tragischen Vorfall kein Auto mehr. Er lebt bei seiner Tante Florence und seinem Onkel Philippe auf dem Lande. Eines Tages taucht die junge Engländerin Wendy Sinclair auf, die Exfreundin seines schönen Cousins Olivier. Ihre erfrischende Art holt den Jungen aus der Isolation. Heimlich nimmt er eine Flasche Parfüm der jungen Frau an sich und schneidet ihr, während sie schläft, eine Haarlocke ab. Es entwickelt sich eine Freundschaft zwischen beiden, die François sogar den Mut gibt, sich in ein Auto zu setzen.
Wendy verspricht ihm, ihn mit nach London zu nehmen. Doch dann reist sie ab, ohne ihr Versprechen einzulösen. François zieht sich wieder in seine Welt zurück. Das entwendete Parfüm gießt er sich übers Gesicht.

## Produktion und Veröffentlichung
Produziert wurde der Film von Les Films du Siècle/Fox Europa. Die Außenszenen entstanden in der Nähe von Arles.
Seine Erstaufführung in Deutschland erfolgte am 19. Januar 1990 im DFF 2 unter dem Fernsehtitel Das Versprechen, am 18. April 1990 wurde der Film von Pro 7 ausgestrahlt. In den USA kam er am 9. Juli 1969 unter dem internationalen Titel Secret World in die Kinos, in Frankreich am 10. Juli 1969 unter dem Titel L'échelle blanche, und in Irland am 16. April 1971 ebenfalls unter dem englischen Titel Secret World. Der französische Arbeitstitel lautete: „La Promesse“.

## Kritik
„Ein melodramatischer Film, hervorragend fotografiert und subtil in der Charakterzeichnung, der behutsam und mit Liebe zum Detail den geheimen Regungen der menschlichen Seele nachspürt. Der ambitionierte Versuch, die komplexen Beziehungsgeflechte der Personen zu analysieren, stößt dort an Grenzen, wo die Verhaltensweisen der Erwachsenen allzu klischeehaft geraten.“

Vincent Canby von der New York Times konnte der Verfilmung durch Robert Freeman nichts abgewinnen. Diese bestätige die düsteren Vermutungen mangelnden Talents, die schon bei seinem ersten Film The Touchables kursierten. Canby sprach von einem umständlichen, leeren Film über ein in sich selbst zurückgezogenes Waisenkind, das kurz mit der feindlichen Welt der Erwachsenen Kontakt aufnimmt, nur um sich dann wieder in sich selbst zurückzuziehen, vielleicht für immer. Der Kritiker meinte, Jacqueline Bisset sehe mit ihrer blonden Perücke aus wie Mrs. Onassis mit einer blonden Perücke. Pierre Zimmer und Giselle Pascal, die Onkel und Tante von François spielen, sähen aus wie Peter Graves und Micheline Presle. Freemans Geheime Welt sehe aus wie die eines schicken Modefotografen, der er ja auch gewesen sei.